# Dame school

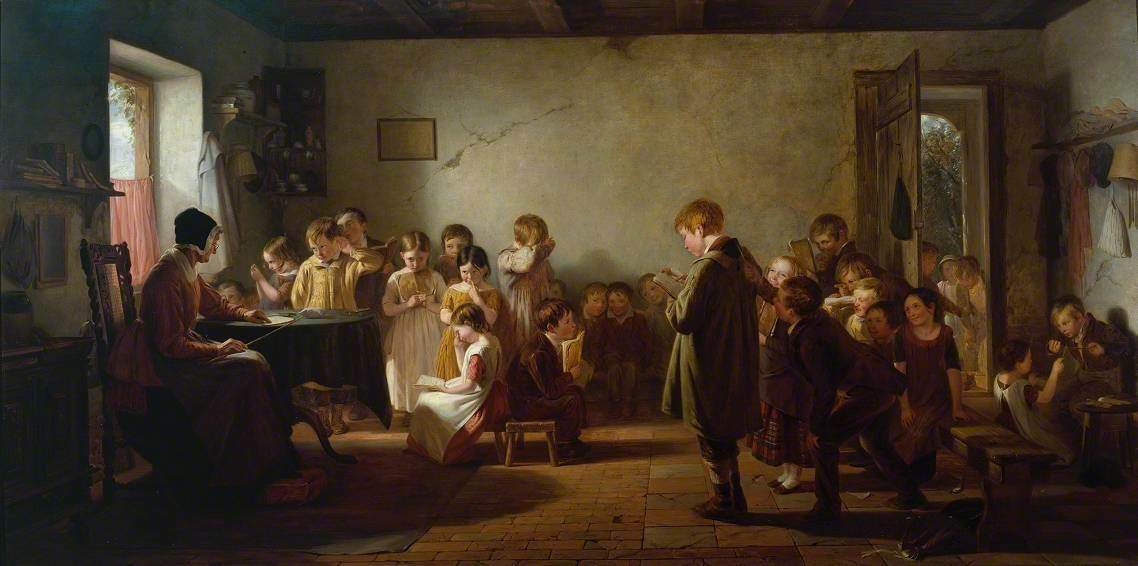
Thomas George Webster (1800-1886) - A Dame's School, National Gallery

Dame school, var en särskild typ av skola i Storbritannien och dess kolonier som existerade från åtminstone 1500-talet fram till 1800-talets slut.
En Dame school var en privat skola för barn från två års ålder och uppåt, där en kvinna som kallades “school dame” såg efter föräldrars barn mot en avgift och lärde dem grundläggande kunskaper i "The three Rs" det vill säga läsa, skriva och räkna (Reading, wRiting, and aRithmetic). 
Dessa skolor är bekräftade från åtminstone 1500-talet, och tycks ha utvecklats naturligt från att en kvinna i byn passade andra bybors barn medan deras föräldrar arbetade, och då lärde barnen grundläggande kunskaper. 
Dessa skolor var som regel billiga och användes mest för småbarn, men de var ofta den enda typ av skola som fattiga barn fick erfarenhet av. Under 1700-talet fanns det sådana skolor i de flesta byar och städer i England. 
Dame school försvann när skolundervisningen reglerades av staten genom Elementary Education Act 1870 och statlig grundskola infördes. 